# Kristina Pronżenko
Kristina Pronżenko (ros. Кристина Пронженко, ur. 10 grudnia 1988 w Mastczohu) – tadżycka lekkoatletka. Startuje w biegach sprinterskich, płotkarskich, oraz wielobojach.

## Osiągnięcia
| Rok  | Impreza                 | Miejsce        | Konkurencja                     | Lokata      | Wynik     |
| ---- | ----------------------- | -------------- | ------------------------------- | ----------- | --------- |
| 2013 | Mistrzostwa Azji        | Pune           | siedmiobój                      | 10. miejsce | 4195 pkt. |
| 2014 | Igrzyska azjatyckie     | Inczon         | siedmiobój                      | 11. miejsce | 4453 pkt. |
| 2015 | Mistrzostwa Azji        | Wuhan          | siedmiobój                      | 10. miejsce | 4638 pkt. |
| 2015 | Mistrzostwa świata      | Pekin          | bieg na 200 metrów              | eliminacje  | 25,77     |
| 2016 | Halowe mistrzostwa Azji | Doha           | pięciobój                       | 5. miejsce  | 3435 pkt. |
| 2016 | Igrzyska olimpijskie    | Rio de Janeiro | bieg na 200 metrów              | eliminacje  | 25,53     |
| 2017 | Mistrzostwa Azji        | Bhubaneswar    | bieg na 400 metrów              | 6. miejsce  | 54,62     |
| 2017 | Mistrzostwa Azji        | Bhubaneswar    | bieg na 400 metrów przez płotki | eliminacje  | 1:01,80   |
| 2017 | Mistrzostwa świata      | Londyn         | bieg na 400 metrów przez płotki | eliminacje  | 1:03,44   |

Rekordy życiowe:
- bieg na 200 metrów – 24,88 – 30 czerwca 2018 w Ałmaty / 24,8h (15 lipca 2015, Biszkek)
- bieg na 400 metrów – 53,88 – 7 czerwca 2019 w Chongqing rekord Tadżykistanu
- bieg na 800 metrów – 2:14,20 – 6 lipca 2016 w Ałmaty
- bieg na 100 metrów przez płotki – 14,80 – 25 czerwca 2016 w Ałmaty
- bieg na 400 metrów przez płotki – 58,47 – 12 czerwca 2019 w Taszkencie; rekord Tadżykistanu
- skok wzwyż – 1,58 – 2 lipca 2016 w Ałmaty
- skok w dal – 5,56 – 10 czerwca 2016 w Taszkencie
- pchnięcie kulą – 10,38 – 5 lipca 2016 w Ałmaty
- rzut oszczepem – 28,40 – 6 lipca 2016 w Ałmaty
- siedmiobój – 4983 punkty – 6 lipca 2016 w Ałmaty
- bieg na 800 metrów (hala) – 2:22,2h – 21 lutego 2016 w Dosze; rekord Tadżykistanu
- bieg na 60 metrów przez płotki – 9,42 – 19 lutego 2016 w Dosze
- skok wzwyż (hala) – 1,54 – 19 lutego 2016 w Dosze; rekord Tadżykistanu
- skok w dal (hala) – 5,56 – 26 lutego 2019 w Taszkencie
- pchnięcie kulą (hala) – 8,93 – 19 lutego 2016 w Dosze
- pięciobój – 3435 punktów – 19 lutego 2016 w Dosze; rekord Tadżykistanu